# Cetatea Van
Cetatea Van (în armeană: Վանի Բերդ, cunoscută și sub numele de Fortăreața Van, în turcă Van Kalesi sau în kurdă Kela Wanê) este o fortificație masivă de piatră construită de către vechiul regat Urartu în cursul secolelor IX-VII î.Hr. și este cea mai mare construcție de acest fel. Ea are vedere către ruinele orașului Tushpa, vechea capitală urartiană din secolul al IX-lea, care se află pe un teren abrupt. O serie de fortificații similare au fost construite pe teritoriul Regatului Urartian, îndeosebi pe dealuri și aflorimente din locuri care aparțin astăzi statelor moderne Armenia, Turcia și Iran. Cetatea a fost stăpânită succesiv de populații diferite precum mezii, ahemenizii, armenii, parții, romanii, persanii sasanizi, bizantinii, arabii, selgiucizii, safavizii, afșarizii, otomanii și rușii. Cetatea antică este situată la vest de orașul Van și la est de lacul Van, în provincia Van din Turcia.
Părțile de jos ale pereților cetății Van au fost construite de bazalt fără mortar, în timp ce restul a fost construit din chirpici. 

Inscripția regelui Xerxes cel Mare din apropierea cetății Van

Astfel de cetăți au fost folosite pentru control regional, mai degrabă decât ca un mijloc de apărare împotriva oștilor străine. Ruinele acestei cetăți se află în afara orașului modern Van, completând funcția defensivă a zidurilor construite în perioada medievală.
O inscripție trilingvă stereotipă a regelui Xerxes cel Mare din secolul al V-lea î.Hr. se află pe o porțiune netezită de stâncă, la circa 20 de metri deasupra solului în apropierea cetății. Nișa a fost scobită inițial de tatăl lui Xerxes, regele Darius, dar suprafața a fost lăsată goală. Inscripția a supraviețuit într-o stare aproape perfectă și este împărțită în trei coloane cu 27 de linii scrise în (de la stânga la dreapta) persana veche, babiloniană și elamită. Este singura inscripție regală ahemenidă aflată în afara Iranului. Alte inscripții cuneiforme sunt de obicei în afara traseelor turistice obișnuite. Aceasta menționează că:
„Un zeu mare este Ahuramazda, cel mai mare dintre zei, care a creat acest pământ, care a creat acest cer, care a creat omul, care a creat fericire pentru om, care l-a făcut pe Xerxes rege, un rege pentru toți, un singur conducător pentru toți.

Eu sunt Xerxes, marele rege, regele regilor, regele a tot felul de oameni cu tot felul de origini, regele acestui pământ mare și lat, fiul regelui Darius, Ahemenidul. 

Regele Xerxes spune: Regele Darius, tatăl meu, prin harul lui Ahuramazda a construit mult care a fost bun și a dat ordin să se sape această nișă, dar pentru că nu a făcut o inscripție, eu am poruncit ca această inscripție să fie făcută 

Fie ca Ahuramazda și ceilalți zei să mă protejeze pe mine, regatul meu și tot ce am făcut.”
Atunci când a fost publicată de Eugène Burnouf în 1836, el și-a dat seama că aceasta conținea o listă cu satrapii lui Darius (repetată de Xerxes într-o limbă aproape identică) și a fost capabil să identifice și să publice un alfabet de treizeci de litere, majoritatea lor fiind descifrate corect. Lectura inscripției trilingve de la Van de către Burnouf a adus o contribuție semnificativă la descifrarea cuneiformelor persanei vechi.
Silva Tipple New Lake a condus o expediție americană la ruine în 1938-1940.

## Imagini

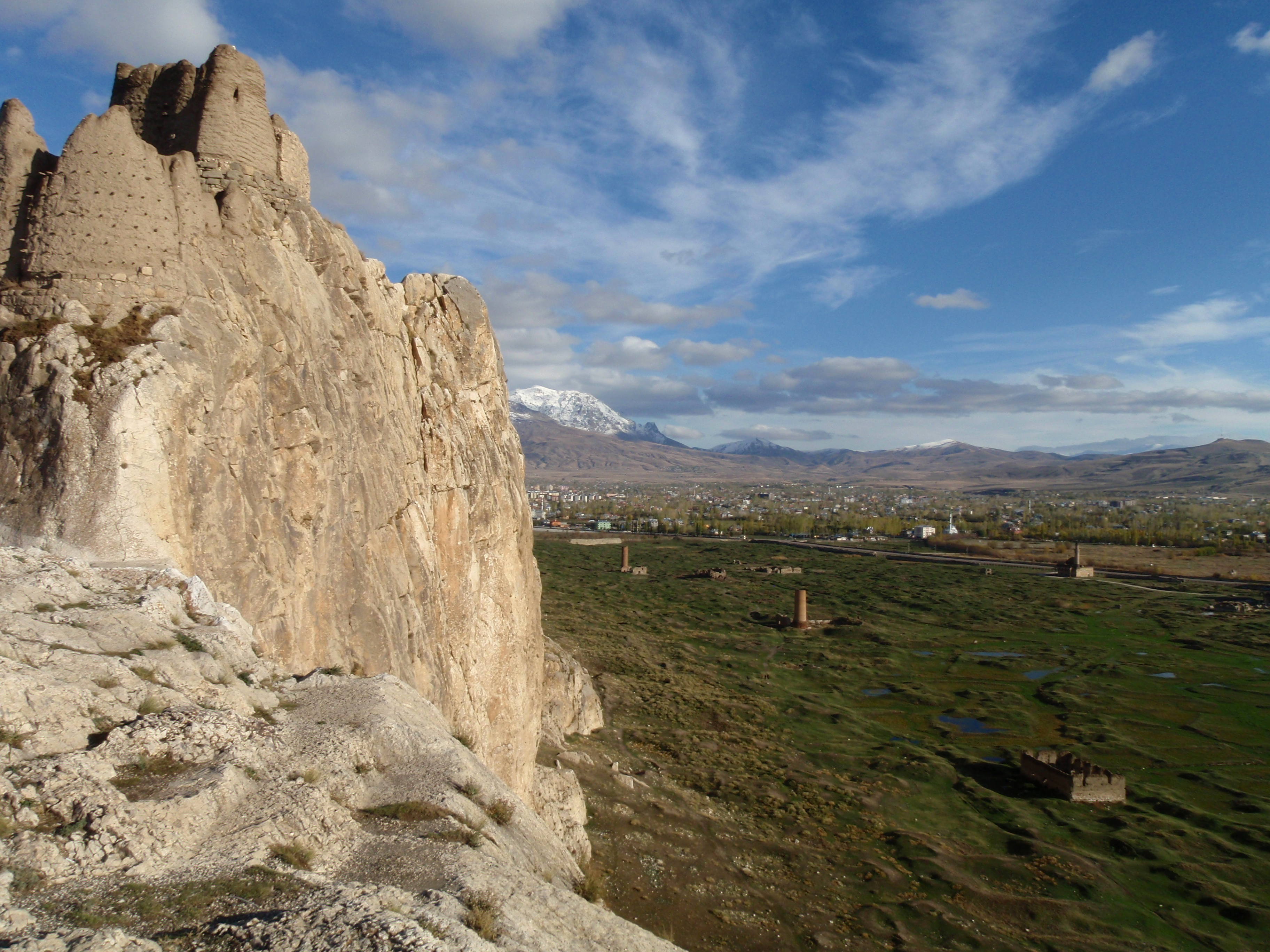
Cetatea cu ruinele orașului Tushpa de mai jos.
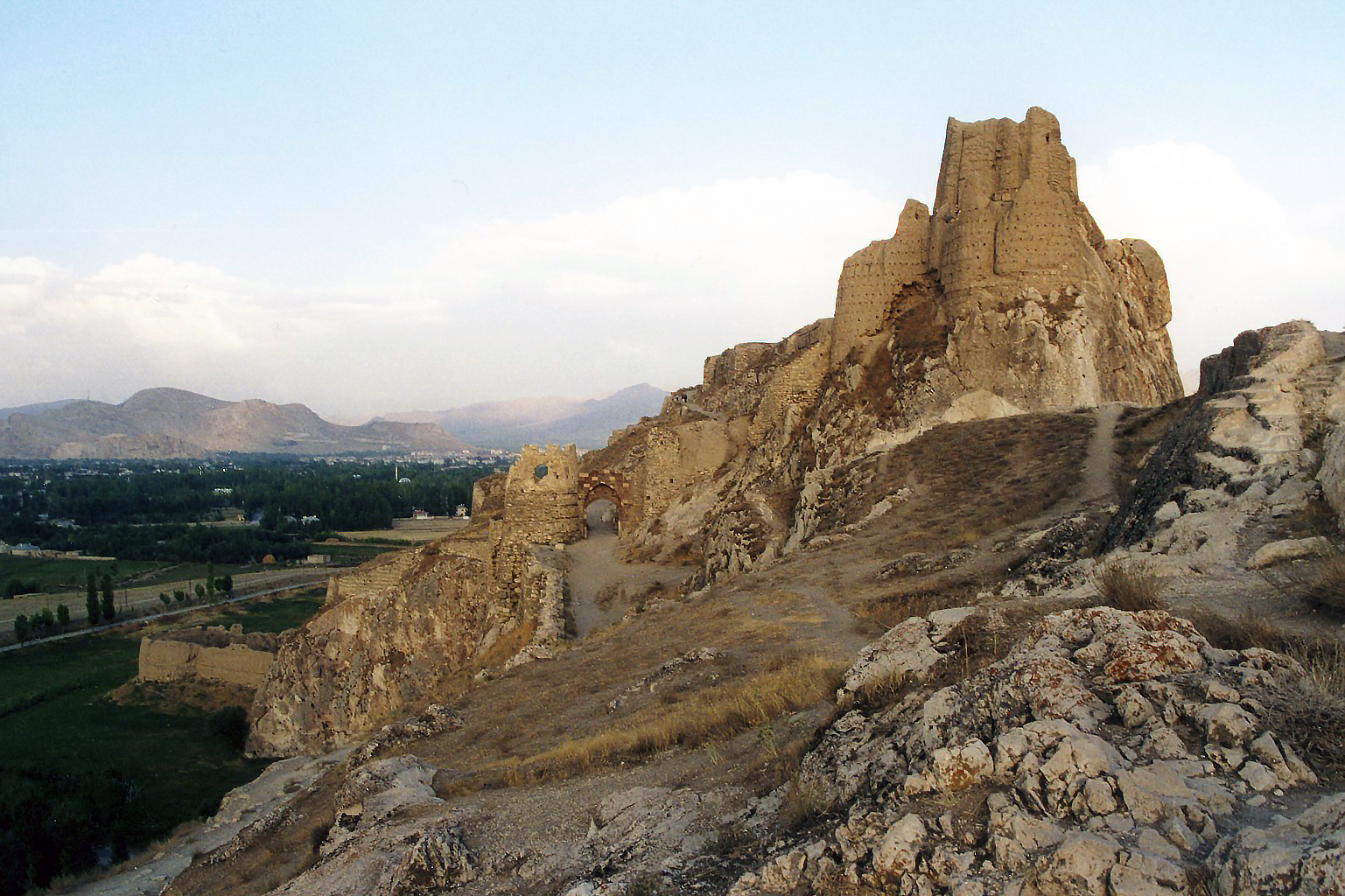
Cetatea Van
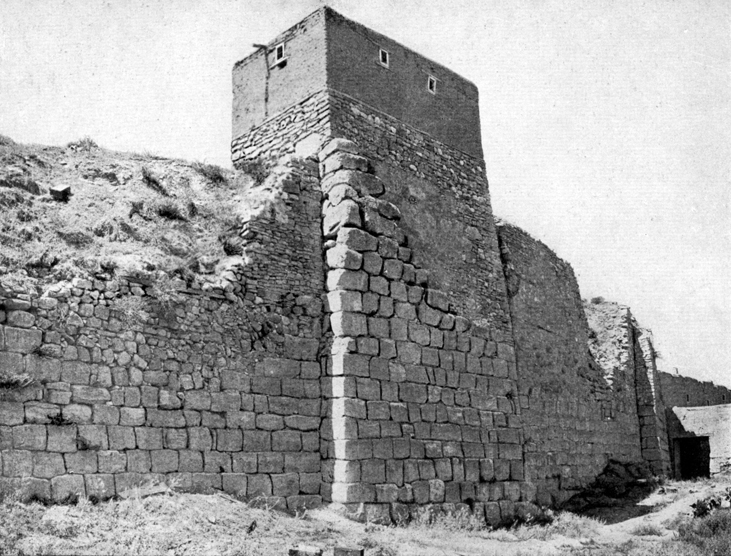
Zidurile cetății (Societatea Arheologică Rusă, 1916).
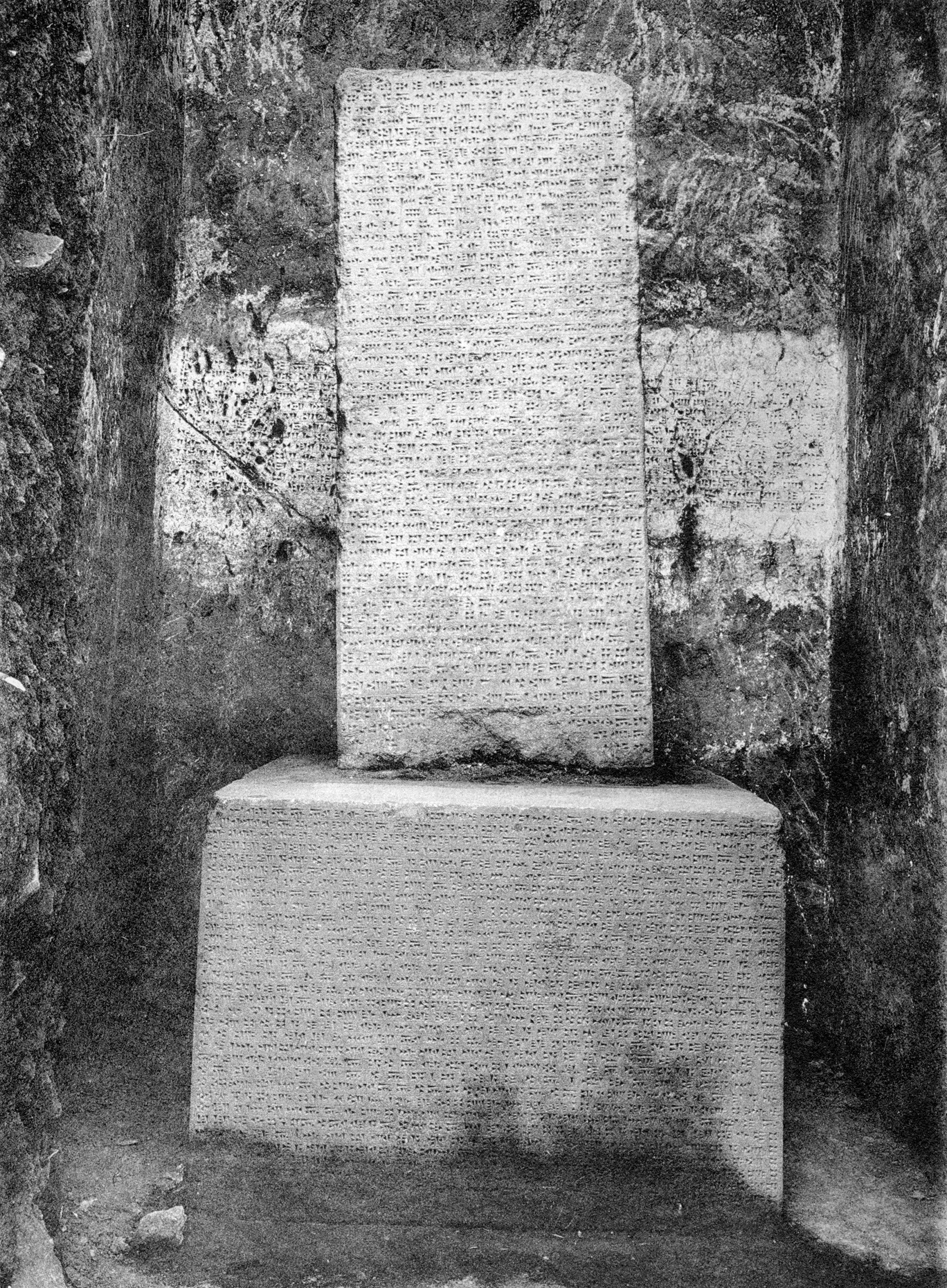
Analele Sarduri (1915).
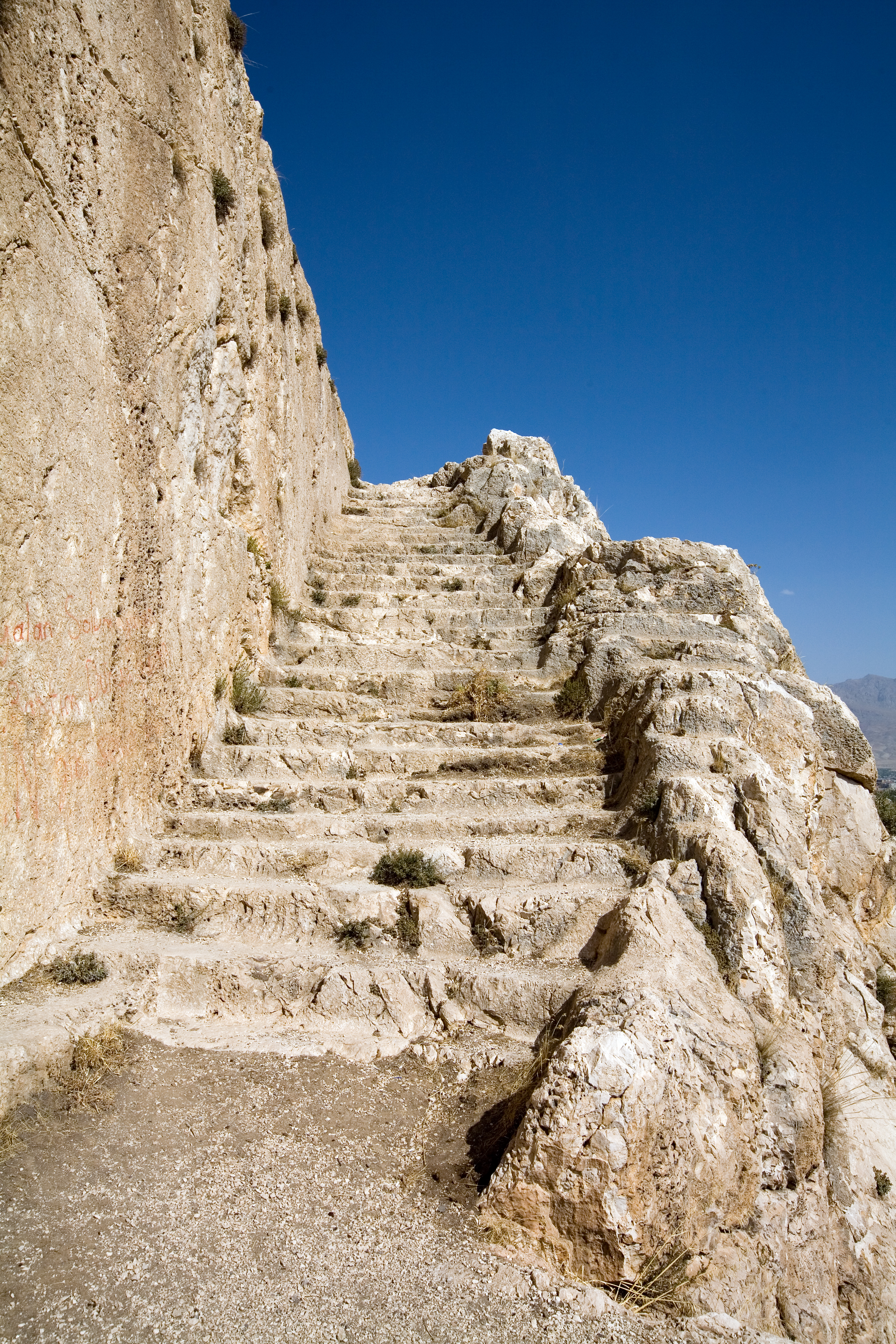
Scara cetății